# Es werde Nicht
Es werde Nicht ist das sechste Studioalbum der deutschen Rockband Knorkator. Es erschien am 16. September 2011 beim eigenen Label Tubareckorz und war das erste Album der Band seit der dreijährigen Pause.

## Entstehung und Promotion
Nach der Trennung im Jahr 2008 widmeten sich die Bandmitglieder zunächst Soloprojekten. Im November 2010 verkündete Sänger Stumpen in seinem Blog, dass man „mit dem Aufhören aufhören werde“ und dass für 2011 ein neues Album anstehe. Auch Keyboarder Alf Ator bestätigte dies Anfang November 2010 in seinem Blog. Daraufhin begann man mit den Arbeiten am neuen Album. Am 8. April 2011 spielte die Band in München ihr erstes Konzert seit Ende 2008. Es folgten weitere Konzerte, unter anderem eine kleine Tournee in Deutschland. Den Höhepunkt bildete ein Auftritt beim Wacken Open Air. Das Album selber wurde am 16. September 2011 veröffentlicht.

## Titelliste
1. Du nich – 4:36
2. Nö – 3:50
3. Arschgesicht – 3:08
4. Du bist Schuld – 2:00
5. Warum – 4:11
6. Refräng – 3:24
7. Ain’t Nobody – Knorkator 2011 – 3:30
8. Faster Harder Scooter – 2:52
9. Kinderlied – 3:12
10. Bleib stehn – 3:53
11. Auf dem See – 2:17
12. Geboren – 3:50
13. Sofort – 1:06

Insgesamt existieren vier Versionen des Albums. Neben der Standard-CD existiert eine Luxus-Edition, bei der neben der eigentlichen CD eine Live-DVD vom Abschiedskonzert in der Berliner Columbiahalle beigelegt ist. Außerdem sind auf der CD Kommentare zum Album enthalten. Die Deluxe-Version kann ebenfalls mit einem T-Shirt und einer signierten CD bestellt werden. Außerdem gibt es die CD-Version auch als Schallplatte.
Der Gesang für Arschgesicht und Kinderlied wurde von Alf Ators Sohn Tim Tom aufgenommen. Mit Ain’t Nobody, Geboren und Faster Harder Scooter sind drei Coverversionen von Chaka Khan, den Fantastischen Vier und Scooter auf dem Album.

## Chartplatzierungen
Wie die restlichen Alben der Band konnte sich das Album nur in den deutschen Album-Charts platzieren. Dort erreichte es mit 25 die beste Platzierung eines Knorkator-Albums und konnte sich 2 Wochen lang in den Top 100 halten.

## Rezensionen
Robert Fröwein von Laut.de schreibt über das Album, dass ihm insgesamt die Kreativität fehle. Das Album sei zwar massentauglicher als seine Vorgänger, trotzdem bleibe Knorkator immer noch Geschmacksache. Nach einem noch guten Anfang lasse das Album nach. Die Coverversionen bezeichnet er als überflüssig. Als Bewertung vergibt er 2 von 5 Sternen.
Auch Thomas Pilgrim von Plattentests.de vergibt nur 3 von 10 Punkten. Er meint, dass dem Album jegliche Originalität fehle. Die Inhalte seien unlustig und die Melodien primitiv. Den Opener Du Nich und die Beteiligung von Tim Tom Ator sieht er allerdings als Farbtupfer.
whiskey-soda.de bewertet das Album etwas positiver. Der Kritiker vergibt die Schulnote 2 und schreibt, dass die Band sich selbst treu bleibt und die Experimentierfreudigkeit weiterhin erhalten bleibe. Besonderes Lob erteilt er dem Song Sofort.

## Videos
Zu jeder der drei Singleauskopplungen wurde ein Musikvideo veröffentlicht. Da die Darsteller in den Videos zum großen Teil auf Stühlen sitzen, nennt die Band diese Videos auch „Stuhltriologie“. Du nich wurde am 14. September, die anderen Videos wurden am 17. September 2011 auf tape.tv veröffentlicht, am 18. September 2011 waren die Videos auch auf dem YouTube-Kanal der Band verfügbar.
Im Video zu Du nich sitzen Stumpen und Till Lindemann, Sänger der Band Rammstein, auf zwei Stühlen vor einer Hauswand. Während Stumpen versucht seinen Gegenüber zum Lachen zu bringen, verändert dieser Gestik und Mimik nicht.
Im zweiten Video, Arschgesicht, sieht man Tim Tom Ator in Begleitung von zwei Jungen seines Alters in Richtung eines Tisches mit zwei Stühlen laufen. Auf dem Tisch ist ein Mensch-ärgere-Dich-nicht-Spielfeld aufgebaut. Im Laufe des Videos entwickelt sich ein Spiel zwischen Ator und dem als Rummelsnuff bekannten Musiker und Schauspieler Roger Baptist. Schließlich schmeißt Rummelsnuff das Spielfeld zu Boden und fordert Ator zu einem Wettkampf im Armdrücken heraus, welches er auch gewinnt. Daraufhin verlässt er das Bild. Am Ende des Videos tun es ihm die anderen Darsteller gleich.
Im dritten Video, welches für die Single Du bist schuld gedreht wurde, sieht man Stumpen zunächst alleine auf einem Stuhl vor einer Mauer sitzen. Während des Intros wird dann ein weiterer Stumpen eingeblendet, der auf den Ersten einredet und ihm an allem die Schuld gibt. Am Ende geht die erste Figur aus dem Bild, weshalb die zweite ihm hinterherschreit.
Auch zum Kinderlied wurde ein Video veröffentlicht, dieses erschien aber bereits 2008 mit Veröffentlichung der DVD Weg nach unten.